# Rudolf von Jhering
Rudolph Ritter von Jhering (n. 22 august 1818, Aurich, Regatul Hanovra – d. 17 septembrie 1892, Göttingen, Provincia Hanovra) a fost un jurist german, cunoscut pentru cartea sa din 1872, Der Kampf ums Recht, și ca profesor al Universității din Viena.

## Lucrări publicate
- Der Geist des römischen Rechts, 1852–1865, două volume
- Jurisprudenz des taglichen Lebens, 1870
- Der Kampf ums Recht, Viena, 1872
- Der Zweck im Recht, 1877–1883, două volume
- Scherz und Ernst in der Jurisprudenz, 1884
- Der Besitzwille, 1889
- Law as a Means to an End Arhivat în 10 iunie 2011, la Wayback Machine. (English Translation of vol.1 of Der Zweck im Recht, 1913) at the McMaster Archive for the History of Economic Thought. Arhivat în 20 octombrie 2017, la Wayback Machine.
- The Struggle for Law (English translation)
- Law in Daily Life, A Collection of Legal Questions Connected with the Ordinary Events of Everyday Life (English translation)